# The Wrestler
The Wrestler är en amerikansk film från 2008, i regi av Darren Aronofsky och med Mickey Rourke i huvudrollen som titelns fribrottare. 

## Handling
Randy Robinson (Mickey Rourke) med artistnamnet "The Ram" var på 80-talet en stor och välkänd professionell fribrottare. Nu, 20 år senare, arbetar han i en charkdisk och hans wrestlingkarriär är i botten. En hjärtattack tvingar honom att sluta helt med sitt wrestlande. Han försöker därför återfå kontakt med sin förfrämligade dotter Stephanie (Evan Rachel Wood) och även starta en romans med en kvinna i form av stripdansösen Cassidy (Marisa Tomei). Bägge relationerna misslyckas dock och till slut anser Randy "The Ram" att han inte har något annat än wrestlingen kvar, även om han med den riskerar sitt liv.

## Om filmen
The Wrestler nominerades till två Oscars vid Oscarsgalan 2009: bästa manliga huvudroll (Rourke) och bästa kvinnliga biroll (Marisa Tomei). Filmen vann Guldlejonet vid filmfestivalen i Venedig. Bruce Springsteen skrev en låt till filmen, "The Wrestler", som spelas under eftertexterna. Filmen blev Rourkes comeback till Hollywoods A-lista efter en tids kräftgång i karriären.
Kritiker.se har samlat in 24 svenska recensioner av filmen och beräknar ett medelbetyg på 4,1 av 5. Amerikanska Rotten Tomatoes beräknar 98% positiva recensioner av 211 insamlade, med ett medelbetyg på 8,4 av 10. Metacritic beräknar ett medelbetyg på 81 av 100 poäng, baserat på 36 recensioner (sammanfattat som "allmänt bifall"). På bio spelade filmen in 44.703.995 dollar (26.238.243 i USA, 18.465.752 utanför landet) mot en budget på 6 miljoner dollar. Den hade premiär på ett begränsat antal biografer 17 december 2008 (premiär på ett större antal biografer 30 januari 2009). Den gick 149 dagar på amerikanska biografer med sista visningsdag 14 maj 2009.